# Choin noirâtre
Schoenus nigricans
Espèce
Classification APG III (2009)
Synonymes
- Chaetospora nigricans (L.) Kunth, 1837
- Cyperus niger Salisb., 1796
- Cyperus nigricans (L.) With., 1796
- Schoenus attenuatus Gand., 1876
- Schoenus longus Gand., 1876
- Schoenus megalocephalus Gand., 1876
- Schoenus reflexus Gand., 1880
- Schoenus subcontortus Gand., 1876
- Schoenus vendeanus Gand., 1876[1]

Statut de conservation UICN

LC  : Préoccupation mineure
Le Choin noirâtre (Schoenus nigricans) est une espèce de plantes vivaces de la famille des Cyperaceae et du genre Schoenus.

## Description

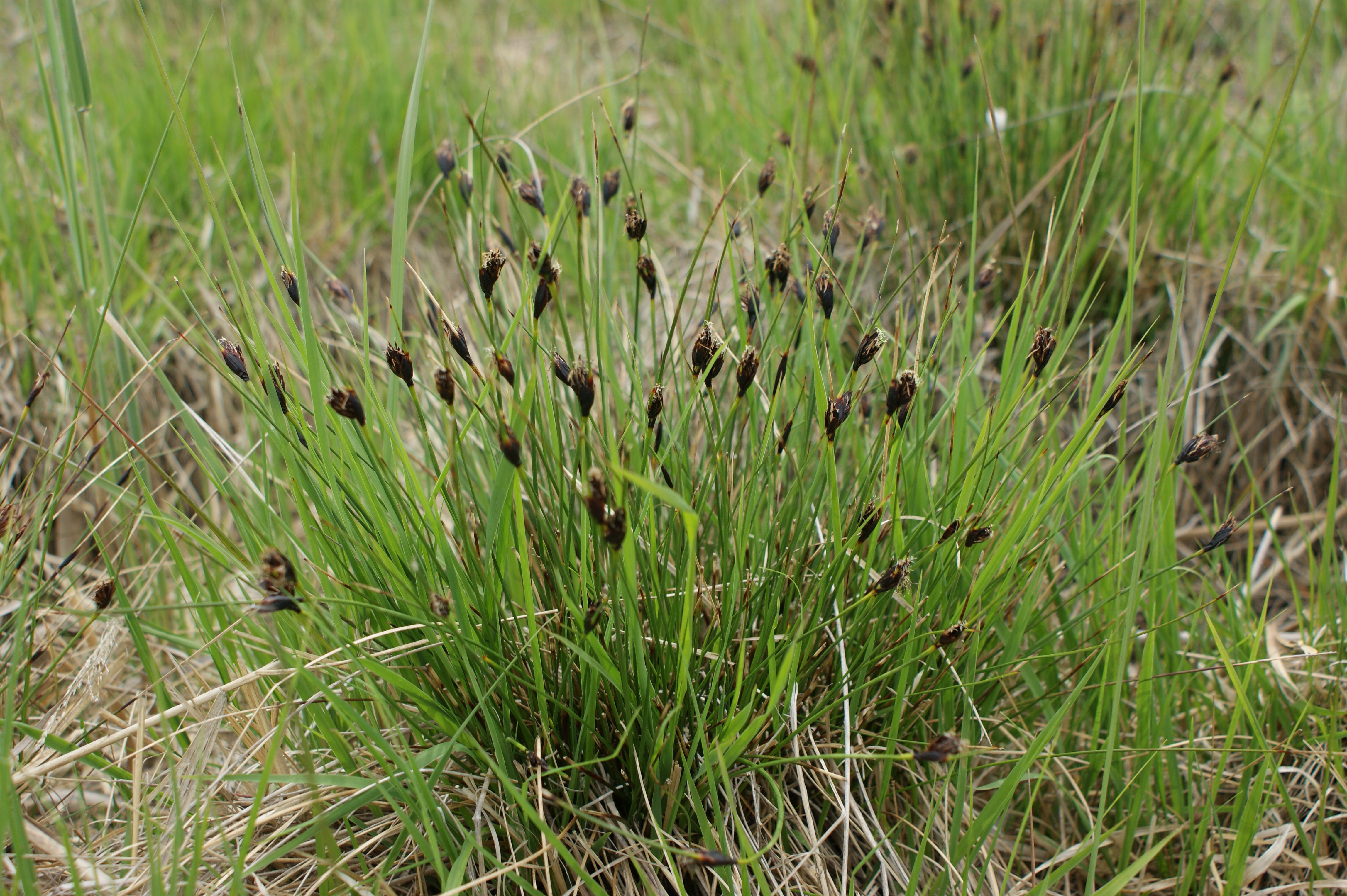
Touffe de choins noirâtres.

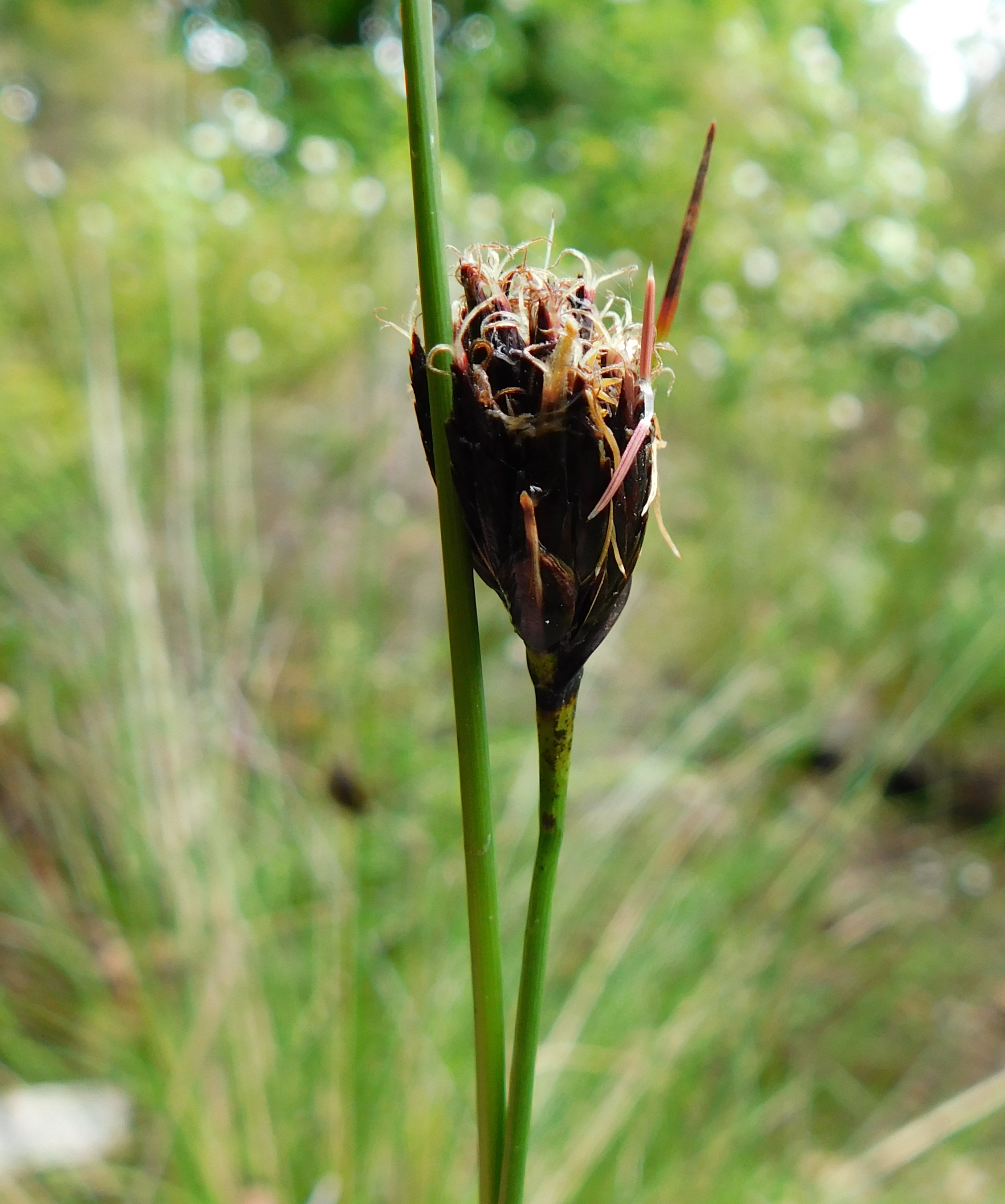
Inflorescence (détail).

### Appareil végétatif
C'est une plante vivace de 20 à 80 cm de hauteur, glabre, gazonnante, à souche fibreuse ; les tiges sont dressées, raides et nombreuses, subcylindriques et lisses. Les feuilles basales, au nombre de 2 à 3, à gaines noirâtres, sont luisantes, généralement plus courtes que la tige ; le limbe raide linéaire, est luisant, au plus, large de 1 mm,

### Appareil reproducteur
L'inflorescence est composée de 5 à 30 épis brun-noirâtres, ceux-ci groupés en un épi court noirâtre et largement ovoïde ; la bractée inférieure est 2 à 5 fois plus longue que l'inflorescence ; l'akène d'environ 1,5 mm de longueur, est blanc, luisant, inséré dans une excavation de l'axe.
La floraison se déroule d'avril à août dans le bassin parisien et d'avril à juillet sur le littoral méditerranéen.

## Habitat et écologie
Le choin noirâtre pousse dans les marais, sur les rochers suintants, les dépressions humides des dunes littorales, bas marais et suintements alcalins, en eau douce ou saumâtre,, jusqu'à une altitude de 2 300 m.

## Répartition
Le choin noirâtre est une espèce subcosmopolite, présente dans le sud et le centre de l'Europe, dans le sud-ouest de l'Asie, en Afrique du sud, est et nord et dans la partie méridionale de l'Amérique du Nord. En France, l'espèce est répartie de façon inégale dans presque tout le territoire, ainsi qu'en Corse ; elle est cependant rare dans le Massif central et absente dans la partie centrale des Pyrénées.